# Буслайка Ангуйская
Буслайка Ангуйская — посёлок в Тулунском районе Иркутской области России. Входит в состав Гуранского муниципального образования.

## География
Находится примерно в 43 км к северу от районного центра — города Тулун.

## Топонимика
Название Буслайка отфамильное, название Ангуй(ская) происходит от бурятского ан(г) — зверь или от бурятского и эвенкийского анга — пасть, щель.

## Население
| 2002 | 2010 | 2011 | 2012 |
| ---- | ---- | ---- | ---- |
| 36   | ↘5   | →5   | →5   |

По данным Всероссийской переписи, в 2010 году в посёлке проживало 5 человек (4 мужчины и 1 женщина).